# Boardwalk Hall
Boardwalk Hall é uma arena multi-uso situada em Atlantic City, Nova Jersey, Estados Unidos. Serviu como o principal centro de convenções da cidade até a abertura do Atlantic City Convention Center em 1997. Antiga casa de diferentes times das associações esportivas do país, o Boardwalk Hall foi declarado um Marco Histórico Nacional dos Estados Unidos em 1987. Comporta 14,770 assentos e outros 3,7200 no teatro anexo Adrian Phillips Theater, e é onde ocorre o concurso de beleza Miss America. É nesta arena também onde está localizado o maior instrumento musical do mundo: um órgão de mais de 33 mil tubos, oito câmaras, um console de sete manuais e mais de mil teclas.